# Giorgio Carpi
Giorgio Carpi (Verona, 1º novembre 1909 – Roma, 30 giugno 1998) è stato un dirigente sportivo, allenatore di calcio e calciatore italiano, di ruolo centrocampista. Cresciuto calcisticamente nel Roman, nel 1927 è stato tra i giocatori selezionati per far parte della neonata Roma, società a cui Carpi ha legato tutta la propria carriera; non riuscendo mai a conquistare un posto da titolare nella squadra giallorossa, il veneto ha alternato la sua esperienza tra la prima e la seconda squadra, la Roma II, di cui è stato capitano per nove anni, dalla fondazione del club fino al suo ritiro, avvenuto nel 1936; lasciato il calcio giocato, Carpi è entrato a far parte dei quadri dirigenziali del club, ricoprendo vari ruoli fino al 1959, anno del definitivo distacco dalla società.
Nonostante il suo ruolo sostanzialmente marginale nella prima squadra della Roma, Carpi è stato protagonista di alcune partite storiche del club capitolino, come il match di inaugurazione di Campo Testaccio e il primo derby di Roma; il suo attaccamento alla maglia della Roma e la scelta di non voler ricevere uno stipendio per difendere i colori della sua squadra lo hanno reso un simbolo per la tifoseria e per la società giallorossa: dopo esser stato scelto dalla Curva Sud come uno dei calciatori più rappresentativi della Roma nella coreografia del derby dell'11 gennaio 2015, è stato inserito successivamente nel 2016 nella Hall of Fame del club capitolino.

## Biografia
Giorgio Carpi nacque a Verona nel 1909; si trasferì con la famiglia a Roma, dove il padre Cesare entrò nella dirigenza del Foot Ball Club di Roma; mentre Giorgio ed il fratello Luciano iniziarono a giocare per il club giallorosso, il padre Cesare nel 1926 venne eletto tra i consiglieri della società e fu tra gli artefici del processo che portò alla nascita della Roma; tuttavia Cesare non riuscì a vedere il frutto dei suoi sforzi a causa di un incidente automobilistico nei pressi di Foligno che nell'aprile del 1927 lo strappò ai suoi familiari. Giorgio entrò a far parte della neonata società, vestendone la maglia fino al 1936 e successivamente facendo parte dei quadri dirigenziali. Lasciato il calcio giocato, il 14 giugno 1941 Carpi si sposò con Lydia Marchesa-Rossi, da cui ebbe tre figli: Paolo, Piero e Andrea (quest'ultimo diventerà un noto chitarrista). Nel 2016 Carpi è entrato nella "Hall of Fame" della società giallorossa.

## Caratteristiche tecniche

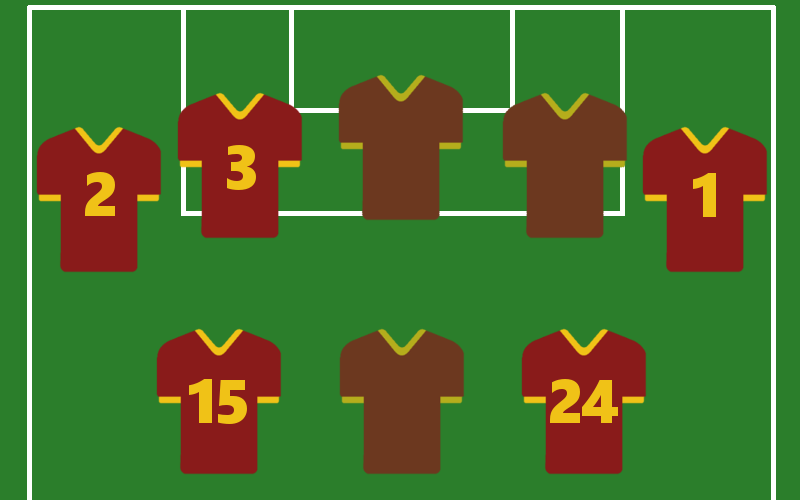
Rappresentazione grafica dei ruoli interpretati da Carpi nelle sue 45 presenze con la Roma

Carpi è considerato un centrocampista difensivo. Non divenne mai un vero e proprio titolare ma era sempre tenuto in considerazione dagli allenatori che arrivavano alla prima squadra proprio perché incarnava come meglio non è possibile l'orgoglio di rappresentare la squadra della Capitale.

## Carriera

### Giocatore

#### Gli esordi nel Roman e la Roma di Garbutt (1926-1929)
(Il Littoriale, 3 luglio 1931)

1927: Carpi (terzo da sinistra) con la maglia del Roman

Giorgio Carpi approdò al Roman nel 1926, seguendo la strada del fratello Luciano. Nel 1927 avvenne la storica fusione tra Roman, Fortitudo e Alba che diede vita alla Roma: Carpi fu tra i pochi giocatori selezionati dalla sua squadra per far parte del nuovo club, insieme ai compagni Bossi, Narizzano, Ricci e Maddaluno. Con l'inizio della nuova stagione, che vedeva la Roma competere nella Divisione Nazionale, il giovane Carpi non trovò spazio nella prima squadra; venne incaricato di guidare la squadra delle riserve, con cui portava la fascia di capitano, raccogliendo solamente qualche sporadica presenza nella squadra maggiore. L'occasione di esordire con la prima squadra giunse il 27 novembre, nella partita casalinga contro la temibile squadra del Casale: William Garbutt, allenatore dei giallorossi, non soddisfatto delle ultime prestazioni della sua squadra, e ostacolato da alcuni infortuni, decise di far debuttare i giovanissimi Carpi, Bossi e Narizzano. Il veneto veniva così presentato dalla cronaca sportiva alla vigilia del suo debutto:
(L'Impero, 27 novembre 1927)
Nell'incontro, segnato da alcune sviste arbitrali e finito in parità, la prestazione di Carpi non fu tra le più brillanti, dimostrandosi non all'altezza dell'infortunato Pierino Rovida. Rientrati i titolari, Carpi trovò spazio nella prima squadra solamente nel gennaio del 1928, a fronte di nuove difficoltà dovute a squalifiche e infortuni, prima nella sconfitta esterna contro l'Hellas Verona, poi nella grande vittoria casalinga contro il Novara: nel match contro gli azzurri, impegnato nella copertura del veloce Achille Rosina, fornì insieme ai suoi compagni di reparto, Ferraris IV e Rovida, un'ottima prestazione che valse la vittoria ai giallorossi.

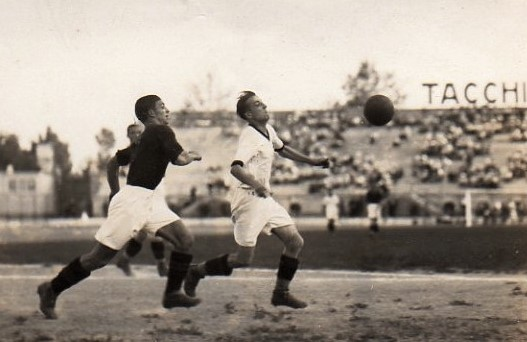
16 giugno 1929: Carpi insegue il pallone nell'incontro di campionato contro il Milan

Visto il buon rendimento e la pesante squalifica del titolare Giovanni Degni, prolungata a quattro giornate, Carpi venne impiegato da Garbutt anche nelle successive partite, contro Bologna e Juventus. In seguito non venne più schierato dal tecnico inglese né nell'ultimo scorcio di campionato, che vide la Roma classificarsi all'ottavo posto del girone, né nelle partite che condussero la squadra giallorossa alla vittoria della Coppa CONI, primo trofeo della sua storia: Carpi concluse così la sua stagione avendo collezionato cinque presenze.
Nell'estate del 1928, mentre Narizzano e Maddaluno, suoi compagni dai tempi del Roman, venivano ceduti dalla società, giunsero ad infoltire il centrocampo giallorosso due pezzi pregiati, Fulvio Bernardini e Raffaele D'Aquino; visti gli importanti colpi di mercato messi a segno dalla società, per Carpi rimase un'impresa difficile quella di trovare spazio nella squadra maggiore. Garbutt, alle prese con le assenze a centrocampo di Bernardini e Rovida, lo schierò per la prima volta nella quindicesima giornata di campionato, il 27 gennaio 1929, nella gara interna contro il Milan di König: impiegato come mediano laterale in un 2-3-5, il veneto seppe ottemperare al suo compito. Nelle tre successive partite Garbutt si trovò costretto a sostituire il prolifico Arturo Chini Ludueña, infortunatosi nel match con i rossoneri: in due di queste, contro Legnano e Prato, Carpi venne schierato dall'allenatore inglese come ala della prima linea nel suo 2-3-5. Carpi tornò a vestire la maglia della prima squadra solamente nel finale di stagione, nelle due vittorie contro Atalanta e Milan: concluse la stagione collezionando cinque presenze, mentre la Roma si classificò terza, alle spalle di Torino e Milan.

#### Una stagione da protagonista tra Baccani e Burgess (1929-1930)
(L'impero, 26 novembre 1929)
Terminata la stagione, William Garbutt lasciò la panchina giallorossa per trasferirsi al Napoli, venendo sostituito da Guido Baccani, che qualche anno prima aveva guidato la Nazionale italiana insieme a Giuseppe Milano e Augusto Rangone; il ritiro di Pierino Rovida consentì di aspirare alla maglia da titolare anche a Carpi, che intanto dopo l'addio di Ricci era rimasto l'unico giocatore, insieme a Mario Bossi, dell'originario nucleo proveniente dal Roman.

1929: Carpi (terzo da sinistra) con la prima squadra in un incontro amichevole

L'esperienza del nuovo tecnico giallorosso fu subito resa difficile da alcuni infortuni che lo costrinsero a sperimentare nuove formazioni: già nella prima di campionato, contro l'Alessandria, Baccani si ritrovò privo di Barzan, De Micheli e Fasanelli, andando incontro ad una netta sconfitta. Nella settimana successiva al primo incontro si alimentarono curiosità e interesse nell'ambiente sportivo romano riguardo alla formazione che il tecnico giallorosso avrebbe schierato: Baccani nella partita casalinga contro la Cremonese, terminata con l'incredibile risultato di 9-0 per i romani, optò per una seconda linea formata da Ferraris, Degni e D'Aquino, con quest'ultimo visibilmente in affanno, tanto da esser sostituito nella successiva partita contro la Triestina dal giovane esordiente Bruno Finesi. Vista la deludente prestazione del ragazzo, Baccani decise di ricorrere a Giorgio Carpi come mediano laterale della sua piramide di Cambridge: l'esordio stagionale per il veneto avvenne dunque nella trasferta contro i rossoneri del Milan, culminata in una deludente sconfitta; di fatto in questa fase della stagione in cui la compagine romana dovette fare i conti con le non perfette condizioni fisiche di alcuni elementi, tra cui D'Aquino che risultava ancora indisponibile, Carpi conquistò la maglia da titolare nell'undici giallorosso. Fu così che contro il Brescia, nello storico incontro di inaugurazione del Campo Testaccio, il mediano veneto venne schierato da Baccani: fu proprio da un suo recupero che nacque l'azione del primo gol, messo a segno da Rodolfo Volk.

12 gennaio 1930: Roma e Juventus posano prima dell'incontro di campionato; Carpi (terzo da destra) disputerà la partita nel ruolo inusuale di mezzala.

Il momento di grazia di Carpi trovò conferma nella partita successiva, la sfida casalinga contro il Napoli, in cui, oltre ad offrire una buona prestazione, si rese autore di un prodigioso salvataggio sulla linea. La successiva sconfitta esterna con il Pro Vercelli costò la panchina a Baccani, che venne sostituito da Herbert Burgess: nella partita dell'esordio contro l'Ambrosiana il tecnico inglese operò una rivoluzione tattica, spostando Barzan nei cinque d'attacco come mezzala e invertendo Degni e Ferraris nella linea di centrocampo; Carpi, che venne confermato nel suo ruolo di mediano sinistro, risultò uno dei migliori in campo ai fini della vittoria. L'8 dicembre fu il giorno del primo storico derby di Roma, vinto dai giallorossi con un gol di Volk. Intanto nella settimana successiva al derby dopo una lunga malattia tornò ad allenarsi D'Aquino, pronto a contendere la maglia da titolare a Carpi:
(Il messaggero, 14 dicembre 1929)
Tuttavia nel successivo match contro il Genova Burgess non schierò nessuno dei due: fu il cremonese Pietro Dalle Vedove ad occupare la fascia sinistra della linea mediana; Carpi tornò titolare nella trasferta contro il Livorno in cui la Roma riportò una inaspettata sconfitta che interruppe la serie positiva di vittorie. Con il definitivi rientro di D'Aquino, il veneto venne provato da Burgess nel ruolo di mezzala, prima contro il Modena, poi contro la Juventus: spostato dal suo ruolo abituale, il mediano veneto offrì un prezioso lavoro di spola ma, come era prevedibile, mancò nella finalizzazione delle azioni. Dopo un periodo senza scendere in campo, tornò titolare nella sfida casalinga contro la Triestina, schierato questa volta come ala destra, partita in cui servì a Fasanelli l'assist per l'ultimo gol. Il 19 marzo si giocò il recupero della quindicesima giornata contro il Torino: schierato inizialmente come mediano, nel corso del primo tempo Carpi venne spostato nel quintetto d'attacco, prima come mezz'ala e poi come ala. L'ultima apparizione stagionale per Carpi fu nel derby di ritorno, disputato il 4 maggio: concluse la stagione con dodici presenze all'attivo.

Tre giocatori della Roma durante una giornata al mare: insieme a Carpi (a destra) sono ritratti Guido Masetti e Renato Bodini

#### La Seconda Divisione e il ritorno in prima squadra (1930-1932)
Nella stagione 1930-1931, in seguito all'eliminazione dei tornei regionali dedicati alle riserve, alle società militanti in Serie A e Serie B venne imposto l'obbligo di iscrivere le proprie seconde squadre nella Seconda Divisione; Giorgio Carpi, capitano fin dal 1927 della Roma II, disputò dunque il campionato del massimo livello regionale con la squadra delle riserve: la seconda squadra giallorossa conquistò senza difficoltà il primo posto del girone, con oltre dieci punti di vantaggio sui cugini della Lazio II, laureandosi Campione Laziale. Nell'arco della stagione Burgess lo convocò in prima squadra solamente in una partita, Roma-Torino del 7 giugno 1931: privo di Bernardini e De Micheli, fortemente sanzionati dalla Federazione in seguito agli scontri dell'ultimo derby con la Lazio, il tecnico inglese decise di ricorrere a Carpi per il ruolo di mediano destro.
Nella stagione successiva Burgess non prese in considerazione il mediano veneto fino alla nona giornata, quando il forfait di D'Aquino lo costrinse a trovare un sostituto; Carpi venne provato nell'amichevole praparatoria in vista della trasferta contro la Fiorentina, attirando su di sé i dubbi e le critiche della stampa sportiva:
(Il Littoriale, 19 novembre 1931)

24 dicembre 1931: nella partita contro il Torino il portiere giallorosso Masetti blocca la palla quando ha già superato la linea, concedendo il gol vittoria agli avversari; nella foto Carpi (al centro) lo aiuta a rialzarsi.

Queste impressioni furono poi confermate nei fatti nella partita di campionato: la Roma venne superata per 3-1 dai viola, con Carpi che giocò una partita decisamente sotto tono; la sconfitta di Firenze costò la panchina a Burgess, che venne sostituito dall'ungherese János Baar. Il nuovo tecnico al suo esordio preferì arretrare Fasanelli sulla mediana, in attesa del rientro di D'Aquino che si verificò la settimana successiva; due settimane dopo, il 24 dicembre, Carpi tornò in campo contro il Torino nel ruolo di mediano destro, in seguito alla squalifica di Volk che costrinse Baar ad avanzare Bernardini nel quintetto d'attacco, lasciando un posto libero sulla mediana. Carpi venne riproposto solamente il 13 marzo 1932 nella partita contro la Pro Patria, a causa della squalifica di quattro giocatori giallorossi, in cui fu nuovamente posizionato sulla fascia destra del centrocampo. Un evento determinante per la stagione calcistica di Carpi fu la partenza di Fulvio Bernardini per il servizio militare il 30 marzo: l'assenza del fuoriclasse romano lasciò un vuoto sulla fascia destra della mediana giallorossa, dando la possibilità a Carpi di tornare titolare nell'ultimo scorcio della stagione; fu così schierato nel match vinto contro il Casale, offrendo una prestazione importante; il veneto venne confermato nel suo ruolo nelle successive sei partite, anche dopo il ritorno di Bernardini, concludendo la stagione in prima squadra a quota dieci presenze.

### Dirigente e allenatore

3 luglio 1955: Carpi (primo da sinistra) nelle vesti di allenatore nella partita di ritorno contro il Vojvodina

Lasciato il calcio giocato, Carpi venne nominato Socio Benemerito nel novembre del 1944; entrando nei quadri dirigenziali della società giallorossa, nel corso degli anni svolse vari incarichi che lo tennero a lungo legato al club: per molto tempo accompagnò la squadra in trasferta, fu direttore sportivo, fino al raggiungimento di ruoli fondamentali come quello di Segretario del Comitato Esecutivo; tra il 1953 e il 1955, grazie alla sua conoscenza dell'inglese, fa da interprete all'allenatore Jesse Carver; nell'estate nel 1955 ricopre anche il ruolo di allenatore, con la qualifica di Direttore Tecnico, nella doppia sfida dei preliminari di Mitropa Cup contro il Vojvodina. Lascerà definitivamente la Roma solamente nel 1959.

## Statistiche

### Presenze e reti nei club
| Stagione        | Squadra         | Campionato      | Campionato | Campionato | Coppe nazionali | Coppe nazionali | Coppe nazionali | Coppe continentali | Coppe continentali | Coppe continentali | Totale | Totale |
| Stagione        | Squadra         | Comp            | Pres       | Reti       | Comp            | Pres            | Reti            | Comp               | Pres               | Reti               | Pres   | Reti   |
| --------------- | --------------- | --------------- | ---------- | ---------- | --------------- | --------------- | --------------- | ------------------ | ------------------ | ------------------ | ------ | ------ |
| 1926-1927       | Roman           | 1D              | 1+         | 0+         | CI              | 0               | 0               | -                  | -                  | -                  | 1+     | 0+     |
| 1927-1928       | Roma            | DN              | 5          | 0          | CC              | 0               | 0               | -                  | -                  | -                  | 5      | 0      |
| 1928-1929       | Roma            | DN              | 5          | 0          | -               | -               | -               | -                  | -                  | -                  | 5      | 0      |
| 1929-1930       | Roma            | A               | 12         | 0          | -               | -               | -               | -                  | -                  | -                  | 12     | 0      |
| 1930-1931       | Roma            | A               | 1          | 0          | -               | -               | -               | -                  | -                  | -                  | 1      | 0      |
| 1931-1932       | Roma            | A               | 10         | 0          | -               | -               | -               | CdEC               | 0                  | 0                  | 10     | 0      |
| 1932-1933       | Roma            | A               | 9          | 0          | -               | -               | -               | -                  | -                  | -                  | 9      | 0      |
| 1933-1934       | Roma            | A               | 1          | 0          | -               | -               | -               | -                  | -                  | -                  | 1      | 0      |
| 1934-1935       | Roma            | A               | 0          | 0          | -               | -               | -               | -                  | -                  | -                  | 0      | 0      |
| 1935-1936       | Roma            | A               | 2          | 0          | CI              | 0               | 0               | CdEC               | 0                  | 0                  | 2      | 0      |
| Totale Roma     | Totale Roma     | Totale Roma     | 45         | 0          |                 | 0               | 0               |                    | 0                  | 0                  | 45     | 0      |
| 1930-1931       | Roma II         | 2D              | 1+         | 0+         | -               | -               | -               | -                  | -                  | -                  | 1+     | 0+     |
| 1931-1932       | Roma II         | 2D              | 3+         | 1+         | -               | -               | -               | -                  | -                  | -                  | 3+     | 1+     |
| 1932-1933       | Roma II         | 1D              | 17+        | 2+         | -               | -               | -               | -                  | -                  | -                  | 17+    | 2+     |
| 1933-1934       | Roma II         | 2D              | 6+         | 0+         | -               | -               | -               | -                  | -                  | -                  | 6+     | 0+     |
| 1934-1935       | Roma II         | 2D              | ?          | ?          | -               | -               | -               | -                  | -                  | -                  | ?      | ?      |
| 1935-1936       | Roma II         | 1D              | ?          | ?          | -               | -               | -               | -                  | -                  | -                  | ?      | ?      |
| Totale Roma II  | Totale Roma II  | Totale Roma II  | 27+        | 3+         |                 | -               | -               |                    | -                  | -                  | 27+    | 3+     |
| Totale carriera | Totale carriera | Totale carriera | ?          | ?          |                 | 0               | 0               |                    | 0                  | 0                  | ?      | ?      |

### Statistiche da allenatore
| Stagione        | Squadra         | Campionato      | Campionato | Campionato | Campionato | Campionato | Coppe nazionali | Coppe nazionali | Coppe nazionali | Coppe nazionali | Coppe nazionali | Coppe continentali | Coppe continentali | Coppe continentali | Coppe continentali | Coppe continentali | Totale | Totale | Totale | Totale | % Vittorie |
| Stagione        | Squadra         | Comp            | G          | V          | N          | P          | Comp            | G               | V               | N               | P               | Comp               | G                  | V                  | N                  | P                  | G      | V      | N      | P      | %          |
| --------------- | --------------- | --------------- | ---------- | ---------- | ---------- | ---------- | --------------- | --------------- | --------------- | --------------- | --------------- | ------------------ | ------------------ | ------------------ | ------------------ | ------------------ | ------ | ------ | ------ | ------ | ---------- |
| 1955-1956       | Roma            | -               | -          | -          | -          | -          | -               | -               | -               | -               | -               | CM                 | 2                  | 0                  | 0                  | 2                  | 2      | 0      | 0      | 2      | 0,00       |
| Totale carriera | Totale carriera | Totale carriera | -          | -          | -          | -          |                 | -               | -               | -               | -               |                    | 2                  | 0                  | 0                  | 2                  | 2      | 0      | 0      | 2      | 0,00       |

## Palmarès

### Giocatore
- Coppa CONI: 1

Roma: 1928
- Seconda Divisione : 2 (Girone Laziale)

Roma II: 1930-1931, 1933-1934